# IT-Trans
IT-Trans (Eigenschreibweise: IT-TRANS) ist eine internationale Konferenz und Fachmesse für intelligente Lösungen für den öffentlichen Personenverkehr. Sie findet im zweijährigen Turnus im Frühjahr der geraden Jahre, auf dem Messegelände in Karlsruhe statt.

## Geschichte und Themenschwerpunkte

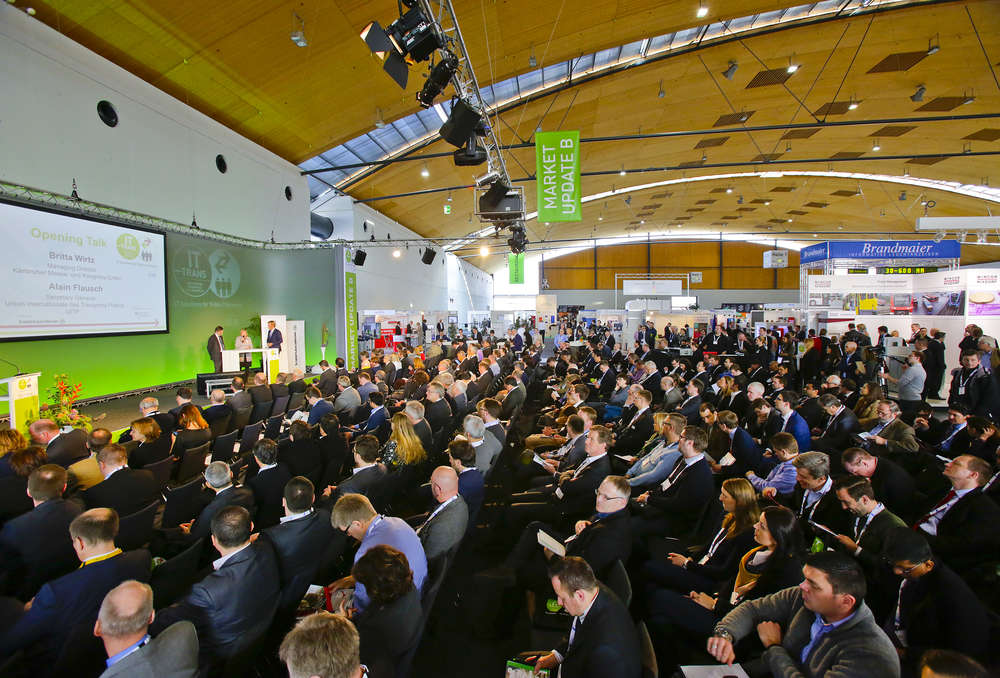
Britta Wirtz, Geschäftsführerin der Karlsruher Messe- und Kongress GmbH, und Alain Flausch, Secretary General des Internationalen Verbands für öffentliches Verkehrswesen (UITP), eröffnen die IT-Trans 2016

Die IT-Trans wurde 2008 vom Internationalen Verband für öffentliches Verkehrswesen (UITP) in Zusammenarbeit mit der Karlsruher Messe- und Kongress GmbH ins Leben gerufen und zum ersten Mal veranstaltet. Die ersten beiden Veranstaltungen in den Jahren 2008 und 2010 fanden im Kongresszentrum Karlsruhe statt. 2012 zog die Veranstaltung aufgrund ihres Wachstums auf das Gelände der Messe Karlsruhe. Die IT-Trans nimmt als Veranstaltung eine international führende Rolle für den öffentlichen Personenverkehr ein und gilt somit als internationale Leitmesse für die Branche. Themenschwerpunkte der IT-Trans sind insbesondere Fahrgastinformationssysteme, Infotainment, Fahrgeldmanagement, Smart Cards, Software, Verkehrsmanagement/Intelligenter Verkehr, Flotten- und Fahrzeugmanagement, Sicherheits- und Kommunikationstechnologien sowie Multimodaler Verkehr. 
| Themenschwerpunkte der IT-Trans          | Themenschwerpunkte der IT-Trans |
| ---------------------------------------- | ------------------------------- |
| Reiseinformationen                       | Datenschutz                     |
| Integriertes Fahrgeldmanagement          | Kommunikationstechnologien      |
| Smart Cards                              | Sicherheitssysteme              |
| Karten-Services und kommerzielle Dienste | Infotainmentsysteme             |
| Software/Software-Entwicklung            | Kundendienste                   |
| Verkehrsmanagement/Intelligenter Verkehr | Multimodaler Verkehr            |
| Flotten- und Fahrzeugmanagement          | Sonstige                        |

## Besucherzielgruppe und Besucherstruktur
Die Besucherzielgruppe definiert sich dabei aus dem oberen Management öffentlicher und privater Verkehrsbetriebe, dem Senior Management von Verkehrsbehörden und Verbänden sowie aus Behörden, Fahrzeugherstellern und Vertretern von Kommunen, Regionen und Staaten. Rund 84 Prozent der Besucher spielen bei den Kauf- bzw. Beschaffungsentscheidungen ihrer Unternehmen eine ausschlaggebende bzw. beeinflussende Rolle.

## Messedaten
Die hier aufgeführten Daten stammen aus der Messedatenbank der Gesellschaft zur Freiwilligen Kontrolle von Messe- und Ausstellungszahlen (FKM) sowie aus den offiziellen Messeschlussberichten.
|                                         | 2010     | 2012      | 2014      | 2016      | 2018      |
| --------------------------------------- | -------- | --------- | --------- | --------- | --------- |
| Ausstellungsfläche (brutto)             | 3.000 m² | 12.500 m² | 12.000 m² | 12.500 m² | 15.000 m² |
| Ausstellungsfläche (netto)              | 1.084 m² | 3.655 m²  | 3.829 m²  | 4.580 m²  | 5.696 m²  |
| Aussteller                              | 94       | 141       | 145       | 190       | 260       |
| - aus dem Inland                        | 57       | 82        | 87        | 101       | 134       |
| - aus dem Ausland                       | 37       | 59        | 58        | 89        | 126       |
| Herkunft Aussteller (Anzahl der Länder) | 19       | 23        | 24        | 32        | 61        |
| Fachbesucher                            | 1.300    | 3.132     | 3.671     | 5.000     | 6.243     |